# 东南大学经济管理学院
东南大学经济管理学院溯源于成立于1987年8月的南京工学院的管理科学与工程系。隶属于2009年设立的东南大学人文社会科学学部。

## 学术
现设管理学类学科与经济学类学科：
- 管理学类学系:信息管理与信息系统
- 经济学类学系:国际经济与贸易
  - 中英专业
  - 全英文专业
- 管理学类学系:工商管理
- 管理学类学系:会计学
- 经济学类学系:金融学
  - 金融学专业
  - 金融工程专业
- 管理学类学系:电子商务
- 管理学类学系:物流管理